# فرودگاه لا رونژ
فرودگاه لا رونژ (به انگلیسی: La Ronge (Barber Field) Airport) یک فرودگاه همگانی باربری با کد یاتا YVC است که یک باند فرود شن دارد و طول باند آن ۷۱۶ متر است. این فرودگاه در کشور کانادا قرار دارد و در ارتفاع ۳۷۹ متری از سطح دریا واقع شده است.

## شرکت‌های هواپیمایی و مقصدهای پروازی
| شرکت‌های هواپیمایی | مقصدهای پروازی                                                                                            |
| ----------------- | --- |
| ترنس‌وست ایر       | فوند-دو-لاک، پوینتس نورث لندینگ، پرینس آلبرت، رجاینا، ساسکاتون جان گ. دیفنبکر، استونی رپیدز، وولاستون لیک |